# Allen Klein
Allen Klein (født 18. december 1931, død 4. juli 2009) var en amerikansk forretningsmand og grundlæggeren af pladeselskabet ABCKO Records. Han var bedst kendt (og berygtet) for sin ledelse af Rock and roll-stjerner i 1960erne, og for at overtage kontrollen over deres arbejde.

## Begyndelsen
Allen Klein blev født som søn af jødiske immigranter fra Budapest. Hans far var slagter, og hans mor døde før han fyldte et år. 
Som teenager arbejde han forskellige steder, mens han gik på aftenskole, hvor han udmærkede sig i regning, og tog eksamen fra Upsala College, New Jersey, i 1956. Derefter begyndte han at føre regnskab for pladeselskaber. I 1957 startede han sin egen forretning, sammen med sin kone Betty som partner. 
Et par år senere, ved et bryllup, mødte han sangeren Bobby Darin. Han spurgte Darin:” Hvordan ville de have det med $100.000?” Den forbløffede Darin spurgte hvad han skulle gøre. Hvortil Kleins svar var: ”Ingenting.” Darin gav derefter Klein adgang til sin konto, og modtog checken præcis som lovet . Pladeselskaberne begyndte at frygte denne bryske målbevidste mand, og de kendte begyndte at anbefale ham. 

## Sam Cooke
Efter hans søns død i 1963  begyndte han, at tage kontrol over alle aspekterne i sin karriere og forlangte sit eget pladeselskab. Allen Klein blev hans business manager (en rolle der aldrig før havde eksisteret), som var en der varetog artistens behov ved forhandlingerne med pladeindustrien. Han sikrede en enestående aftale der indebar at Cooke fik sit eget pladeselskab (Tracey Records), der ville have rettighederne til alt hans fremtidige materiale (der i første omgang præsenteret af RCA. Derud over det fik han blandt andet: en del af indtægterne ved porten til koncerten, og 10 % af alle solgte plader. Allen Klein ændrede for altid forholdet mellem pladeselskaberne og artisterne. 
Da Cooke døde i 1964  blev Cookes kone Barbara ejeren af Tracey Records. Han solgte senere disse rettigheder til Allen Klein. 

## Cameo Parkway
Cameo Records blev grundlagt i 1956, og Parkway, et datterselskab, blev i 1958. De havde base i Philadelphia, hvor de havde specialiseret sig i pop musik til det store teenager marked. De var ved at løbe tør for hits i 1963, men kæmpede videre indtil 1967. Da købte Klein dem sammen med rettighederne til musikken fra The Animals, Herman's Hermits, Bobby Rydell og Chubby Checker, og de indspilninger der var produceret af Mickie Most . Musikken fra Cameo Parkway blev tilgængelig for publikummet i 2005. 

## The Rolling Stones
Andrew Loog Oldham havde mistet sin kamp mod stofferne i 1965, og Allen Klein overtog efter ham som The Rolling Stones business manager tidligt i 1965 . Mick Jagger havde studeret på London School of Economics, og var imponeret nok til at anbefale ham videre. Ikke længe efter begyndte Jagger at mistænke Kleins pålidelighed, og sent i 1960erne besluttede bandet sig for at fyre ham. Imidlertid betød dette at Klein fik rettighederne til de fleste af deres sange optaget før 1971 .

## The Beatles
Efter Brian Epstein død i 1967  var The Beatles uden en rigtig manager. 
I 1969 var The Beatles kompagni  Apple Corps  i finansielle vanskeligheder, og det blev klart, at der var brug for en business manager til at rette op på tingene. Mange navne kom i betragtning inklusiv Richard Beeching. Paul McCartney syntes bedst om Lee Eastman (som var far til McCartneys kone Linda ) som den rette mand til jobbet. Det forslag blev ikke modtaget godt fra de tre andre, da de følte at Eastman ville kæmpe for McCartneys interesser i stedet for hele gruppen. 
Efter et møde på Dorchester Hotel i Londons Hyde Park, hvor Allen Klein imponerede John Lennon både med sin brede viden over Lennons arbejde, og med hans rå gadedrengsattitude og sprog, overbeviste Lennon George Harrison og Ringo Starr om, at Klein skulle overtage . 
Paul McCartney indvillige i at blive fotograferet sammen med Klein for at vise fællesskabet mellem dem, og han forgav også at underskrive en ny kontrakt. Men han satte aldrig sin underskriv på papiret. Denne uenighed over hvem der skulle være deres manager gav brænde til det bål, som til sidst ødelagde The Beatles så de gik hver til sit. 
Apple Records kæmpede, og Klein forslog at hjælpe. I 1969 genforhandlede han deres kontrakt med EMI, og gav dem dermed det højeste honorar, som en artist fik på det tidspunkt, 69 cent per $ 6-7 album. 
Til trods for Kleins finansielle succes for The Beatles forsatte McCartney med at mistænke Klein, og til slut sagsøgte han de tre andre for det han kaldte, et skilsmisse, og The Beatles splittes .

## Solo Beatles
Klein hjalp John Lennon og Yoko Ono med deres første film Imagine, og hjalp George Harrison med at organisere The Concert for Bangladesh. Det var her hans rygte begyndte at optrevles. I stedet for at involvere UNICEF med det samme ventede Klein til sidste øjeblik til at kontakte dem med spørgsmål omkring overskuddet, og efterfølgende blev det efterforsket i USA for skatteproblemer. Dette betød at checken til UNICEFF blev holdt tilbage, og først blev frigivet i 1980erne . 
Udover dette med Harrison prøvede Klein, efter sigende, at få John Lennon til at optræde uden Yoko Ono til koncerten, og dette gjorde at Lennons forhold til Klein blev køligere . Han omsatte senere denne følelse overfor Klein i "Steel And Glass" i verset: 

Your phone don't ring no one answers your call 

How does it feel to be off the wall 

Well your mouthpiece squawks as he spreads your lies 

But you can't pull strings if your hands are tied 

på albummet Walls and Bridges .
Efter utallige retssager og anklagepunkter nåede Klein en finansiel aftale med The Beatles i 1972.

## Tilbage til The Rolling Stones
Klein erhvervede sig rigtighederne til alle The Rolling Stones optagelser fra 1960erne og to fra 1970erne. Kleins ABKCO Records udgav den sjældent af alle Stones album Songs Of The Rolling Stones fra 1975. Sent i 1990erne blev nogle af de albums fra 1960erne svære at få fat i. I 2002 genudgav Kleins søn Jody Klein de albums, til stor glæde.

## The Verve
På deres sang "Bittersweet Symphony" havde det engelske band The Verve samplet fra The Rolling Stones sang "The Last Time", hvis rettigheder tilhørte Allen Kleins ABKCO Records. Før udgivelsen af albummet havde The Verve fået en aftale med Klein, der administreret The Stones sange fra den periode, for at bruge samplingen. I 1997 blev The Verves album Urban Hymns nummer 23. på Billboard Charts. En bitter krig begyndte som resulteret i, at The Verve gav 100 % af licensen til ABKCO. Klein hævdede at The Verve havde overtrådt den forhenværende aftale, ved at bruge for meget sampling i deres sang. The Verve hævdede at Klein var blevet grådig efter at sangen var blevet så succesfuld. Sangen "Bittersweet Symphony" gav Klein blandt andet til Nike, Inc., der brugte sangen til deres reklame for sneakers. Klein tillod desuden også at sangen blev brugt af Vauxhall Motors. Da "Bittersweet Symphony" blev nomineret til en Grammy Award var det Mick Jagger og Keith Richards fra The Rolling Stones der blev nævnt som de nominerede, og ikke not The Verve. 